# Bernhard Donner

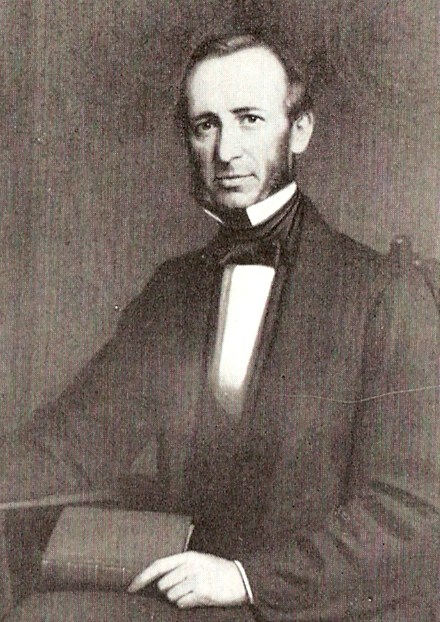
Bernhard Donner

Bernhard Donner (* 30. November 1808 in Altona; † 27. November 1865 in Altona-Neumühlen) war ein Hamburger Kaufmann und Bankier.

## Leben
Donner entstammte einer Altonaer Kaufmannsfamilie und war der Sohn von Conrad Hinrich Donner (1774–1854), Inhaber des gleichnamigen Unternehmens und späteren Bankhauses, und dessen Ehefrau Elisabeth Donner geb. Willink (1784–1826).
Donner war der Inhaber des vom Vater gegründeten Unternehmens und Bankhauses Conrad Hinrich Donner, das der Sohn von Altona nach Hamburg verlegte. Er erbte auch den Grundbesitz seines Vaters, die adeligen Güter Bredeneek und Rethwisch in Holstein, erwarb selbst das Gut Bockhorn und erbaute in Neumühlen im späteren Donners Park ein großzügiges Landhaus, das sogenannte Donner-Schloss.
Donner heiratete am 13. September 1838 in Hamburg Helene Schröder (1819–1909), die Tochter des 1868 in den preußischen Freiherrnstand erhobenen Johann Heinrich Schröder (1784–1883), Kaufmann und Bankier in Hamburg und London, und dessen Ehefrau Henriette Schröder geb. von Schwartz (1798–1889). Das Ehepaar hatte vier Töchter und vier Söhne, darunter Conrad Hinrich Donner.